# نوسه، اوساکا
نوسه، اوساکا (به لاتین: Nose, Osaka) یک منطقهٔ مسکونی در ژاپن است که در Toyono District واقع شده‌است. نوسه  ۱۱٬۸۳۹ نفر جمعیت دارد.